# 奇利斯
奇利斯（Chili's Grill & Bar）是一家美式休闲餐饮连锁餐館。该公司由拉里·拉文 (Larry Lavine)于1975年在美國德克萨斯州创立，目前由Brinker International拥有和经营。Chili's的第一家店是由德克萨斯州達拉斯维克里草地的格林维尔大道（Greenville Avenue）上的一个邮政局改建而成。1981年，格林维尔大道上的Chili's搬到了同一地点的新楼。1983年，拉里·拉文 (Larry Lavine)将公司卖给了餐厅主管Norman E. Brinker。2007年，首店再次搬迁。
- 圣克拉拉
- 達拉斯
- West Nyack, New York（英语：West Nyack, New York）Palisades Center（英语：Palisades Center）購物中心
- 多明尼加聖地牙哥
- 菲律宾马卡蒂
- 上海大寧久光百貨
- 上海大寧久光百貨內景